# Zagłada domu Usherów (film 1960)
Zagłada domu Usherów (The Fall of the House of Usher) – amerykański horror z 1960 roku w reż. Rogera Cormana. Ekranizacja opowiadania Edgara Allana Poe z 1839 roku pod tym samym tytułem.

## Opis fabuły
Philip Winthrop przybywa do położonej na mokradłach rezydencji rodu Usherów, aby spotkać się ze swoją narzeczoną Madeline Usher. Napotyka tam Rodericka – brata Madeline, który przeciwny jest temu związkowi. Roderick stara się uświadomić Philipowi, że rodzina Usherów jest dotknięta swoistą klątwą krwi, która doprowadziła wszystkich ich przodków do szaleństwa, a nawet wpłynęła destruktywnie na samą rezydencję, powodując spustoszenie okolicznych posiadłości. Roderick przewiduje rozprzestrzenianie się dziedzicznego zła na przyszłe pokolenia poprzez małżeństwo z Madeline i stanowczo zniechęca obydwoje młodych tego do związku. Wbrew bratu, pod wpływem uczucia do Philipa, Madeline jest jednak skłonna opuścić rezydencję by zawrzeć z nim związek małżeński. W noc przed ich wyjazdem Madeline umiera w niejasnych okolicznościach. Tuż po pochówku ukochanej w rodzinnej krypcie w podziemiach domu, Philip dowiaduje się od starego kamerdynera, że Madeline cierpiała na katalepsję. Wiedziony przeczuciem i dziwnymi krzykami dochodzącymi z krypty odkrywa, że trumna Madeline jest pusta. W poszukiwaniu ukochanej trafia do pokoju Rodericka, gdzie dochodzi do siłowej konfrontacji pomiędzy nim, a bratem Madeline oraz nią samą, już teraz kompletnie oszalałą. Madeline w śmiertelnym uścisku dusi swojego brata. Wkrótce potem obydwoje pochłaniają płomienie pożaru domu jaki wybuchł na skutek zaprószenia ognia z kominka. Sam Philip uchodzi z życiem dzięki pomocy starego kamerdynera. Wkrótce potem, jak głoszą końcowe napisy filmu (będące cytatem z literackiego pierwowzoru Poe) szczątki domu Usherów zostają pochłonięte przez "głęboką i ciemną topiel".

## Obsada aktorska
- Vincent Price – Roderick Usher
- Mark Damon – Philip Winthrop
- Myrna Fahey – Madeline Usher
- Harry Ellerbe – Bristol

## O filmie
Zagłada domu Usherów jest obrazem bardzo nietypowym w bogatym dorobku reżyserskim Rogera Cormana z punktu widzenia jakości filmów jakie tworzył. Chociaż on sam w 2010 roku został uhonorowany Oscarem za całokształt osiągnięć jako reżyser i producent, obecnie uchodzi za "króla filmów klasy B". Zagłada domu Usherów był pierwszym z ośmiu filmów grozy które stworzył w latach 1960-64 opartych na prozie Edgara Allana Poe i które przyniosły mu największą popularność. W momencie premiery film Cormana, oprócz zgryźliwej recenzji w The New York Times, jego ekranizacja opowiadania Poego spotkała się jednak z życzliwym przyjęciem krytyków. Recenzenci innych czołowych periodyków (Variety, Harrison's Reports, The Monthly Film Bulletin, Los Angeles Times) byli na ogół zgodni – chociaż nie jest to wierna ekranizacja literackiego pierwowzoru, reżyser i jego ekipa stworzyli co najmniej dobry horror i dość ciekawy film. Krytycy zwracali uwagę na odważną reżyserię, dobry montaż i aktorstwo.
W 1961 film otrzymał nagrodę Złotego Globu w kategorii "Najbardziej obiecujący nowy aktor" dla Marka Damona. W 2005 roku obraz został umieszczony w zbiorach Biblioteki Kongresu jako jeden z filmów kulturowo i historycznie znaczących dla narodowej kinematografii. W rankingu popularnego, filmowego serwisu internetowego Rotten Tomatoes, obraz posiada obecnie (2020) wysoką, 90-procentową, pozytywną ocenę „czerwonych pomidorów”.
Film spodobał się również widzom. Niskobudżetowa produkcja (ograniczona do kilku pomieszczeń sceneria i zaledwie czterech aktorów, całość nakręcona w ciągu zaledwie 15 dni), której koszt zamykał się sumą zaledwie 270 tys. dolarów, tylko z rozpowszechniania w Stanach Zjednoczonych i Kanadzie przyniosła prawie 1,5 mln dolarów.
Uroczysta premiera filmu miała miejsce w Palm Springs w Kalifornii 18 czerwca 1960.